# Rizhao
Rizhao (chinês :日照; pinyin: Rìzhào), alternativamente romanizada como Jihchao, é uma cidade com nível de prefeitura no sudeste da província de Shandong, na China. Está situada na costa ao longo do Mar Amarelo e possui um importante porto marítimo, o Porto de Rizhao. Faz fronteira com Qingdao a nordeste, Weifang ao norte, Linyi a oeste e sudoeste, e enfrenta a Coreia e o Japão através do Mar Amarelo a leste.
O nome da cidade significa "luz do sol". A cidade é conhecida por sua sustentabilidade e exige aquecedores solares de água em todos os novos edifícios. A cidade de Rizhao foi reconhecida pelas Nações Unidas como uma das cidades mais habitáveis do mundo em 2009.
A população da cidade é de 2.968.365 pessoas no censo chinês de 2020, das quais 1.172.205 vivem na área urbana do distrito de Donggang. Comparado com as 2.801.013 pessoas no censo chinês de 2010, houve um aumento total de 167.352 pessoas na última década, um aumento de 5,97%, com uma taxa média de crescimento anual de 0,58%.

## História
Rizhao está localizada no local onde a antiga cultura Dawenkou e a cultura Longshan floresceram. Rizhao pertenceu ao povo Dongyi durante as dinastias Xia e Shang (2070-1046 a.C.), e aos Estados Ju e Yue no período da Primaveras e Outonos (770-476 a.C.) e no período dos Estados Combatentes (476-221 a.C.). Tornou-se parte da Comenda de Langye na dinastia Qin (221-206 a.C.). Rizhao foi nomeada Condado de Haiqu (海曲縣) durante o Han Ocidental (206 a.C.-25 d.C.) e Condado de Xihai sob o Han Oriental (25-220 d.C.).
Durante a dinastia Tang, junto com o Condado de Ju, Rizhao pertencia à Prefeitura de Meizhou da Prefeitura de Henan. No século X, a cidade e o condado de Rizhao foram estabelecidos, com o nome significando "(o primeiro a obter) luz do sol". Em 1940, ficou sob o controle do Partido Comunista Chinês. Depois de ser um condado e, desde 1985, uma cidade sob a administração de Linyi, Rizhao se tornou uma cidade de nível de prefeitura dentro da província de Shandong em 1989.[carece de fontes?]
O Museu Field de História Natural de Chicago realizou trabalhos de pesquisa arqueológica de campo em Rizhao ao longo dos anos.

## Clima
Rizhao tem um clima temperado, de quatro estações, influenciado pelas monções, que se encontra na transição entre o clima subtropical úmido (Cwa) e continental úmido (Dwa). No inverno a cidade geralmente enfrenta temperaturas negativas, com uma média de janeiro de -0,3 °C, mas geralmente seco. O verão regularmente é quente e úmido, mas dias extremos são raros, com uma média de agosto de 25,7 °C. Devido à sua proximidade com a costa e por estar numa península, a primavera atrasa um mês em comparação com a maior parte da província. Por outro lado, o outono é mais ameno do que nas áreas do interior da província. A temperatura média anual é de 12,95 °C. Em média, há 2.530 horas de luz solar anualmente, e a umidade relativa é de 70–74%.
| Dados climatológicos para Rizhao | Dados climatológicos para Rizhao | Dados climatológicos para Rizhao | Dados climatológicos para Rizhao | Dados climatológicos para Rizhao | Dados climatológicos para Rizhao | Dados climatológicos para Rizhao | Dados climatológicos para Rizhao | Dados climatológicos para Rizhao | Dados climatológicos para Rizhao | Dados climatológicos para Rizhao | Dados climatológicos para Rizhao | Dados climatológicos para Rizhao | Dados climatológicos para Rizhao |
| Mês                              | Jan                              | Fev                              | Mar                              | Abr                              | Mai                              | Jun                              | Jul                              | Ago                              | Set                              | Out                              | Nov                              | Dez                              | Ano                              |
| -------------------------------- | -------------------------------- | -------------------------------- | -------------------------------- | -------------------------------- | -------------------------------- | -------------------------------- | -------------------------------- | -------------------------------- | -------------------------------- | -------------------------------- | -------------------------------- | -------------------------------- | -------------------------------- |
| Temperatura máxima média (°C)    | 3,7                              | 5,3                              | 9,4                              | 15,6                             | 20,8                             | 24,4                             | 27,7                             | 28,6                             | 25,5                             | 20,3                             | 13,0                             | 6,5                              | 16,7                             |
| Temperatura mínima média (°C)    | −3,7                             | −2,0                             | 2,2                              | 8,2                              | 13,6                             | 18,6                             | 22,8                             | 23,0                             | 18,1                             | 12,0                             | 4,8                              | −1,3                             | 9,7                              |
| Chuva (mm)                       | 13,5                             | 17,8                             | 25,2                             | 41,4                             | 66,4                             | 102,1                            | 188,8                            | 161,7                            | 78,0                             | 48,4                             | 29,9                             | 11,3                             | 784,5                            |
| Dias com precipitação            | 3,3                              | 4,2                              | 5,4                              | 6,9                              | 8,3                              | 9,1                              | 13,6                             | 11,0                             | 7,5                              | 6,1                              | 5,1                              | 3,3                              | 83,8                             |
| Fonte: Weather China             |                                  |                                  |                                  |                                  |                                  |                                  |                                  |                                  |                                  |                                  |                                  |                                  |                                  |

## Atrações
O Museu de Arte Zaishui em um lago artificial foi concluído em 2023, juntamente com um calçadão e um café da empresa espanhola SelgasCano. Além do museu, Jun'ya Ishigami projetou um centro de equitação, um hotel e uma igreja de concreto de 45 metros de altura.
Os seguintes locais têm uma classificação de 4 estrelas de acordo com a classificação chinesa para locais pitorescos (旅游景区质量等级).
- Mountanha Wulian (五莲山风景区)
- Montanha Fulai (浮来山风景区)
- Daqing Mountain (大青山风景区)
- Praia Wanpingkou (万平口风景区)
- Parque Nacional Rizhao Beach (日照海滨国家森林公园)
- Longmengu (龙门崮风景区)
- Parque Liujiawan (刘家湾赶海园)

## Transporte
Rizhao possui um importante porto marítimo, o Porto de Rizhao, localizado a aproximadamente 620 km ao norte de Xangai. O porto marítimo serve como local de carga e descarga de minério de ferro e carvão. Outros produtos que passam pelo porto incluem cimento, níquel, bauxita e similares. Em 2011, o Porto de Rizhao, juntamente com as cidades de Qingdao, Weihai e Yantai em Shandong, assinaram uma aliança estratégica com Busan, o maior porto da Coreia do Sul. A aliança visa construir um centro de transporte e logística no Nordeste da Ásia. O novo porto de minério de ferro de Lanqiao está localizado próximo a ele, assim como a zona portuária de Lanshan.

## Cidades irmãs
- Coatzacoalcos, México
- Santos, Brasil
- Türkmenabat, Turcomenistão